# Bisdom Umuarama
Het bisdom Umuarama (Latijn: Dioecesis Umuaramensis) is een rooms-katholiek bisdom met als zetel Umuarama, in Brazilië. Het bisdom is suffragaan aan het aartsbisdom Maringá.

## Geschiedenis
Het bisdom werd opgericht op 26 mei 1973, uit delen van het bisdom Campo Mourão, en was suffragaan aan het aartsbisdom Londrina. Op 16 oktober 1979 wisselde het van kerkprovincie en werd suffragaan aan het aartsbisdom Maringá. 

## Parochies
Het bisdom had in 2020 een oppervlakte van 13.664 km2 en telde 417.200 inwoners waarvan 76,5% rooms-katholiek was.

## Bisschoppen
- José Maria Maimone (12 juni 1973 - 8 mei 2002)
  - Frederico Heimler (coadjutor: 9 december 1998 - 8 mei 2002)
  - Mauro Aparecido dos Santos (apostolisch administrator: 9 mei 2002 - 13 december 2002)
- Vicente Costa (9 oktober 2002 - 30 december 2009)
- João Mamede Filho (24 november 2010 - heden)

Maringá (aartsbisdom) · Campo Mourão · Paranavaí · Umuarama